# Luis Alberto Spinetta
Pour les articles homonymes, voir Spinetta.
Luis Alberto Spinetta est un chanteur, guitariste et compositeur de rock argentin né le 23 janvier 1950 à Buenos Aires et mort le 8 février 2012 dans la même ville. Considéré comme un des fondateurs du rock argentin, Spinetta est un artiste très original qui se caractérise par ses compositions complexes et profondes, sans but commercial. La musique de Spinetta est différente du rock traditionnel, particulièrement en ce qui concerne l'harmonie. Quant aux paroles, l'influence du surréalisme y est très importante.

## Biographie

### Le début:Almendra(1968-1970)
Il a commencé sa carrière en 1968, avec Almendra, groupe qui a sorti son premier album en 1969. Au lieu de copier le rock étranger, Spinetta et Almendra avaient un style original, où se mélangeaient la poésie, le rock, les ballades et l'expérimentation musicale. Après l'édition du deuxième album, le groupe fait une longue pause, jusqu'en 1980.

### Pescado Rabioso(1972-1973)
En 1972, après avoir sorti, pour raisons contractuelles, son premier album solo (Spinettalandia y sus amigos), Spinetta a créé Pescado rabioso. Le style de ce groupe, influencé par le Hard rock anglais, était plus dur que celui d'Almendra. Le deuxième album du groupe, Pescado 2 est considéré comme une des œuvres de référence du rock argentin des années 1970. Ce disque double avait un intéressant mélange de styles musicaux et une présentation graphique très originale (en effet, l'édition vinyle de Pescado 2 est très bien cotée par les collectionneurs de disques). 
Les membres du groupe se sont séparés après Pescado 2, mais son fondateur, et aussi l'auteur de la plupart des chansons, était Spinetta. Il a donc décidé continuer en solitaire, comme seul rescapé de Pescado rabioso. Il a sorti en 1973 Artaud, le troisième et dernier album de la Pescado rabioso, en hommage à Antonin Artaud, poète très admiré par Spinetta. L'album était très différent des disques précédents de Pescado rabioso. Il s'agissait d'un disque intime et plus acoustique.

### Invisible(1974-1976)
Invisible est le trio créé par Luis Alberto Spinetta (guitariste) avec "Machi" Rufino (bassiste) et "Pomo" Lorenzo (batteur). Considéré comme un des groupes les plus sophistiqués et de meilleure qualité du rock argentin, Invisible était influencée par le Rock progressif. Dépourvues d'un but commercial, les chansons d' Invisible étaient très complexes et quelquefois longues. Ce type d'œuvre permettait d'apprécier la grande habileté instrumentale des membres d'Invisible. Fin des années '70 est édité un recueil de poèmes "Guitarra Negra" préfacé par Fatty Pinetta un ami qui l'introduit auprès de l'éditeur, aujourd'hui épuisé, ce recueil a connu un succès modéré.

### Spinetta Jade(1980-1984)
Spinetta Jade n'est pas vraiment un groupe, mais représente une partie de la carrière soliste de Spinetta. Il a sorti quatre albums (non consécutifs) sous le nom Spinetta Jade, accompagné à chaque occasion de musiciens différents. Le premier, titré Alma de diamante (1980) est une œuvre complexe, très éloignée des canons de la musique commerciale et qui partage l'esprit de A 18' del sol (1977). 
Les disques ultérieurs, même s'ils ont de grandes différences entre eux, s'approchent un peu du rock et du pop, mais sans laisser de côté le style et l'originalité de Spinetta. On peut y trouver des chansons assez conventionnelles qui ont obtenu un timide diffusion à la radio, telles que Contra todos los males de este mundo (Los niños que escriben en el cielo, 1981) ou Mapa de tu amor (Bajo Belgrano, 1983), mais il y a aussi des compositions plus hétérodoxes, comme No te busques mas en el umbral. La chanson la plus célèbre de Spinetta Jade est Maribel se durmio, qui semblait faire référence aux desaparecidos de la dictature militaire (1976-1983). En 1980 il met en musique un poème du joueur de tennis Guillermo Vilas Niños de las campanas (Children of the bells).

### Sa carrière de soliste
En 1971, après la séparation d'Almendra, Spinetta fait, en raison des obligations contractuelles avec RCA, son premier album en soliste, Spinettalandia y sus amigos (sorti finalement en 1972). Il s'agit d'un album bizarre et original, mais isolé du reste de la production soliste de Spinetta.

### Sa fin de vie
Le 23 décembre 2011, il annonce souffrir d'un cancer du poumon découvert depuis juillet. L'artiste subit de nouveaux déboires médicaux quand il est, en janvier 2012 opéré à cause d'un diverticule à l'estomac. Finalement et après avoir lutté contre son cancer pendant plus de six mois, Luis Alberto Spinetta s'éteint le 8 février 2012 à l'âge de 62 ans. 
Son fils Dante et sa fille Vera lui ont rendu hommage via twitter.

## Liens
- www.jardindegente.com
- www.rock.com
- (en) « Losinconseguiblesdelrock.com », sur losinconseguiblesdelrock.com (consulté le 3 mars 2024)

## Discographie

### Almendra
- Almendra I (1969)
- Almendra II (1970)
- El valle interior (1980)
- Almendra en Obras I (en direct) (1980)
- Almendra en Obras II (en direct) (1980)
- Retrospectiva 1968-72 (1985)

### Pescado Rabioso
- Desatormentándonos (1972)
- Pescado 2 (1972)

### Invisible
- Invisible (1974)
- Durazno sangrando (1975)
- El jardín de los presentes (1976)

### Spinetta Jade
- Alma de diamante (1980)
- Los niños que escriben en el cielo (1981)
- Bajo Belgrano (1983)
- Madre en años luz (1984)

### Spinetta y los Socios del Desierto
- Spinetta y los Socios del Desierto  (1997)
- San Cristóforo (1999)
- Los ojos (1999)

### En solo
- Spinettalandia y sus amigos (1971)
- Artaud (1973)
- A 18' del sol (1977)
- Only love can sustain (1980)
- Kamikaze (1982)
- Mondo di cromo (1983)
- Privé (1986)
- La la la (con Fito Páez) (1986)
- Téster de violencia (1988)
- Don Lucero (1989)
- Exactas (en direct) (1990)
- Pelusón of milk (1991)
- Fuego gris (1994)
- Estrelicia MTV Unplugged (1997)
- Elija y Gane (1999)
- Silver Sorgo (2001)
- Argentina Sorgo Films Presenta: Spinetta Obras (2002)
- Para los árboles (2003)
- Camalotus (2004)
- Pan (2006)
- Un mañana (2008)